# ChemSusChem
ChemSusChem è una rivista accademica che pubblica articoli di ricerca su chimica sostenibile, energia rinnovabile, chimica dei materiali e biotecnologia. È posseduta dall'organizzazione Chemistry Europe, che raggruppa le 16 società chimiche europee. Viene pubblicata dall'editore Wiley-VCH. Nel 2018 l'impact factor è risultato 7,804.